# Serica
Serica är ett släkte av skalbaggar som beskrevs av Macleay 1819. Enligt Catalogue of Life ingår Serica i familjen Melolonthidae, men enligt Dyntaxa är tillhörigheten istället familjen bladhorningar.

## Bildgalleri

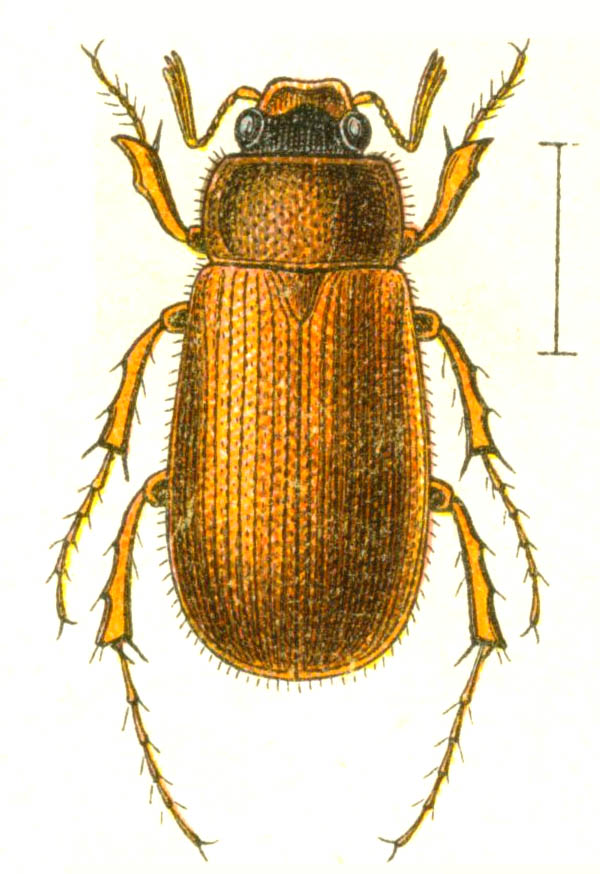

## Dottertaxa tillSerica, i alfabetisk ordning[1][2]
- Serica abdita
- Serica acicula
- Serica acontia
- Serica adspersa
- Serica adungana
- Serica adversa
- Serica aemula
- Serica alabama
- Serica albisetis
- Serica alleni
- Serica almorae
- Serica ammomenisco
- Serica angustatotibialis
- Serica anmashana
- Serica anomala
- Serica anthracina
- Serica apatela
- Serica aphodiina
- Serica arborea
- Serica arkansana
- Serica aspera
- Serica asperula
- Serica assequens
- Serica atracapilla
- Serica atratula
- Serica aviceps
- Serica baiyungshanica
- Serica barri
- Serica basumtsoensis
- Serica becvari
- Serica behluddinensis
- Serica benesi
- Serica bhaktai
- Serica bicornis
- Serica bidentata
- Serica bidigitata
- Serica bihluhensis
- Serica blatchleyi
- Serica bolm
- Serica boops
- Serica brevitarsis
- Serica bruneri
- Serica brunnea
- Serica brunnescens
- Serica calignosa
- Serica calva
- Serica campestris
- Serica capensis
- Serica carbonaria
- Serica carolina
- Serica catalina
- Serica chaetosoma
- Serica chasilakhae
- Serica chautarana
- Serica chengtuensis
- Serica chicoensis
- Serica chinensis
- Serica chunlinlii
- Serica chuttana
- Serica clypealis
- Serica coalinga
- Serica concinna
- Serica contorta
- Serica craighead
- Serica cribripennis
- Serica cruzi
- Serica curitpennis
- Serica curvata
- Serica cuyamaca
- Serica cyclonotus
- Serica daliangshanica
- Serica daliensis
- Serica dathei
- Serica degenensis
- Serica delicata
- Serica deserticola
- Serica deuvei
- Serica diablo
- Serica distincticornis
- Serica doiinthanonensis
- Serica dolens
- Serica duplex
- Serica eberti
- Serica echigoana
- Serica egregia
- Serica elmontea
- Serica elongata
- Serica elongatula
- Serica elusa
- Serica emeishanica
- Serica ensenada
- Serica erectosetosa
- Serica evidens
- Serica excisa
- Serica falcata
- Serica falcifera
- Serica falli
- Serica feisintsiensis
- Serica filitarsata
- Serica fimbriata
- Serica floridana
- Serica foobowana
- Serica formosana
- Serica frosti
- Serica fulvopubens
- Serica furcata
- Serica fusa
- Serica fusciceps
- Serica fusifemorata
- Serica georgiana
- Serica gonggashanica
- Serica gracilicornis
- Serica gracilipes
- Serica grahami
- Serica granulosa
- Serica guidoi
- Serica hamifera
- Serica heishuiensis
- Serica heteracantha
- Serica heydeni
- Serica hirsuta
- Serica hirtella
- Serica horrida
- Serica howdeni
- Serica humboldti
- Serica imitans
- Serica inaequalis
- Serica incognita
- Serica incurvata
- Serica inexspectata
- Serica intermixta
- Serica interrupta
- Serica iricolor
- Serica jaegeri
- Serica jindrai
- Serica kalabi
- Serica kangdingensis
- Serica karafutoensis
- Serica karnaliensis
- Serica khajiaris
- Serica khasiana
- Serica kingdoni
- Serica klapperichi
- Serica koshiana
- Serica kubotai
- Serica kumaonensis
- Serica lagoi
- Serica laguna
- Serica lalashana
- Serica lama
- Serica laminipes
- Serica lateritia
- Serica latesquamata
- Serica leigongshanica
- Serica lepidula
- Serica ligulata
- Serica lijiangensis
- Serica lishana
- Serica litangensis
- Serica lodingi
- Serica longula
- Serica loxia
- Serica lupina
- Serica lurida
- Serica luteola
- Serica mackenziei
- Serica maculicauda
- Serica maculifera
- Serica maculosa
- Serica meiguensis
- Serica mianningensis
- Serica micans
- Serica minshanica
- Serica mixta
- Serica monticola
- Serica montreuili
- Serica moupinensis
- Serica muliensis
- Serica mureensis
- Serica mutabilis
- Serica mystaca
- Serica nagana
- Serica nana
- Serica nanjiangana
- Serica narya
- Serica nebulosa
- Serica nepalensis
- Serica nigricans
- Serica nigrobrunnea
- Serica nigroguttata
- Serica nigroguttulata
- Serica nigromaculosa
- Serica nigrovariata
- Serica niijima
- Serica niitakana
- Serica nipponica
- Serica nitens
- Serica nitididorsis
- Serica nitidipes
- Serica ochrosoma
- Serica olivacea
- Serica oliver
- Serica opaciclypealis
- Serica opacithorax
- Serica opposita
- Serica ovata
- Serica palaea
- Serica pallida
- Serica pallipes
- Serica panchaseana
- Serica panda
- Serica parallela
- Serica parasquamosa
- Serica parvula
- Serica pavonia
- Serica peleca
- Serica perigonia
- Serica pigrans
- Serica pilifera
- Serica pilosa
- Serica pilumna
- Serica planifrons
- Serica plutenkoi
- Serica polita
- Serica pommeranzi
- Serica ponderosa
- Serica porcula
- Serica prava
- Serica proclivis
- Serica pruinipennis
- Serica psammobunus
- Serica pubisterna
- Serica puetzi
- Serica pullata
- Serica pulvinosa
- Serica pusilla
- Serica qinlingshanica
- Serica ramosa
- Serica ratcliffei
- Serica rectidens
- Serica regia
- Serica repanda
- Serica rhypha
- Serica ribbei
- Serica rosinae
- Serica rossi
- Serica rubescens
- Serica rubiginosa
- Serica rubricollis
- Serica rufoguttata
- Serica rufolineata
- Serica rufoplagiata
- Serica sandiegensis
- Serica satrapa
- Serica scaphia
- Serica schoenmanni
- Serica sculptilis
- Serica scutellaris
- Serica segregata
- Serica sejugata
- Serica semicincta
- Serica semicribrosa
- Serica senta
- Serica septemfoliata
- Serica septentrionalis
- Serica serensia
- Serica sericea
- Serica sericeoides
- Serica serotina
- Serica serripes
- Serica setifera
- Serica setigera
- Serica shaanxiensis
- Serica sherpa
- Serica shinanshana
- Serica shokhini
- Serica sigipinensis
- Serica silviae
- Serica similis
- Serica simillima
- Serica sinuaticeps
- Serica sinuosa
- Serica solita
- Serica solivaga
- Serica somathangana
- Serica sparsa
- Serica sphaerica
- Serica spicula
- Serica sponsa
- Serica squamosa
- Serica sticta
- Serica stygia
- Serica subglobosa
- Serica subnisa
- Serica subpilosa
- Serica sudhausi
- Serica suturalis
- Serica suzukii
- Serica taibashanica
- Serica taiyal
- Serica takagii
- Serica tantula
- Serica tayanpingensis
- Serica texana
- Serica thibetana
- Serica tokejii
- Serica tomiensis
- Serica tongluana
- Serica trapezicollis
- Serica trichofemorata
- Serica tristis
- Serica trociformis
- Serica tropdeana
- Serica tryznai
- Serica tukucheana
- Serica umbrina
- Serica umbrinella
- Serica umbrosa
- Serica unicolor
- Serica variegata
- Serica variolosa
- Serica watson
- Serica weiperti
- Serica velutina
- Serica wenchuanensis
- Serica ventriosa
- Serica ventura
- Serica werneri
- Serica vespertina
- Serica westermanni
- Serica wrasei
- Serica wrzecionkoi
- Serica vulpes
- Serica xichangensis
- Serica yaogiensis
- Serica yoshidai
- Serica yui
- Serica yulongshanica
- Serica zerchei